# Secretaria Regional dos Assuntos Parlamentares e Europeus (Madeira)
A Secretaria Regional dos Assuntos Parlamentares e Europeus (SRAPE) é o departamento do Governo Regional da Madeira com competências nas áreas da administração da justiça, assuntos europeus, assuntos parlamentares, comunidades madeirenses, imigração, comunicação social e infraestruturas e obras públicas. O secretário regional atual é Sérgio Marques, jurista e ex-eurodeputado.

## Organização da Secretaria

### Direções Regionais
A SRAPE compreende as seguintes Direções Regionais:
- Direção Regional de Assuntos Europeus e Cooperação Externa (DRAECE);

- Direção Regional de Planeamento, Recursos e Gestão de Obras Públicas (DRPRGOP);

- Direção Regional de Infraestruturas e Equipamentos (DRIE);

- Direção Regional de Estradas (DRE);

- Direção Regional da Administração da Justiça (DRAJ).

### Organismos e Serviços
A SRAPE inclui os seguintes organismos e serviços:
- Laboratório Regional de Engenharia Civil;

- Centro das Comunidades Madeirenses e Migrações;

- Empresa Jornalística da Madeira, Unipessoal, Lda. (Jornal da Madeira);
- VIAMADEIRA - Concessão Viária da Madeira, S.A.